# Uncinorhynchus hamatus
Uncinorhynchus hamatus är en plattmaskart som beskrevs av Brunet 1973. Uncinorhynchus hamatus ingår i släktet Uncinorhynchus och familjen Gnathorhynchidae. Inga underarter finns listade i Catalogue of Life.